# Estación Los Muchachos
Los Muchachos era una estación ferroviaria que se ubicaba en el Departamento Rosario, Provincia de Santa Fe, Argentina. Se encuentra en el paraje Los Muchachos.

## Historia
Su construcción finalizó en 1910 a cargo del Ferrocarril Rosario a Puerto Belgrano.